# MKB T6
Der Triebwagen MKB T6 war ein Fahrzeug der Mindener Kreisbahnen (MKB). Er entstand 1951 in deren Werkstatt in Minden-Stadt durch Umbau eines Personenzugwagens der Bauart Altenberg. Er stand bei der Gesellschaft bis zur Einstellung des Personenverkehrs 1975 im Dienst. Danach wurde der Wagen in die Niederlande zur Museumsbahn Veluwsche Stoomtrein Maatschappij weitergegeben. Dort war der Triebwagen noch etwa fünf Jahre im Einsatz. Nach einem schweren Getriebeschaden schied er aus dem Betriebsdienst aus und wurde im Februar 1980 verschrottet.

## Geschichte

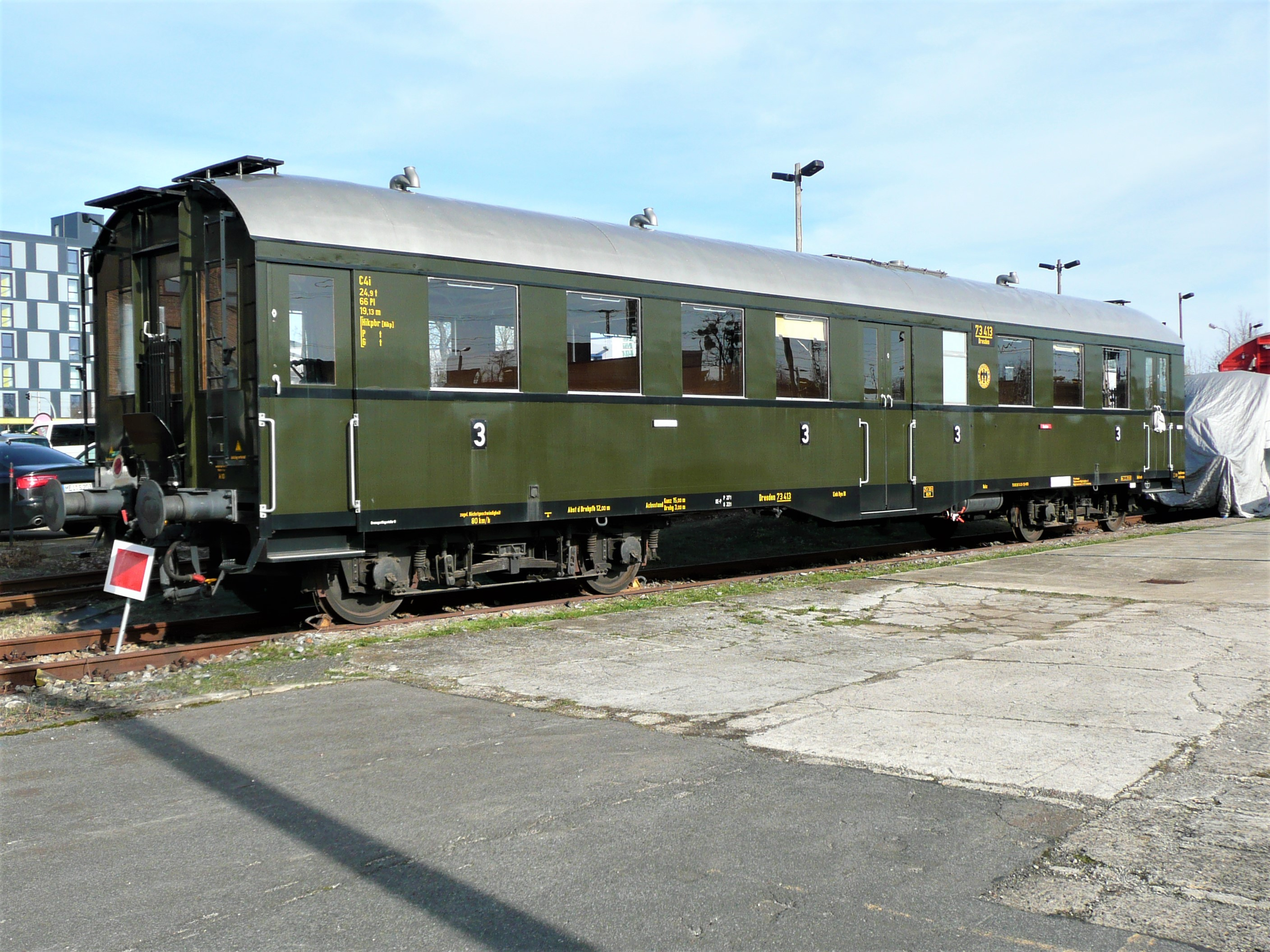
Erhaltener Personenzugwagen Bauart Altenberg im Originalzustand

Als Ersatz bei Triebwagenausfall benötigten die normalspurigen Mindener Kreisbahnen ein zweites Fahrzeug als Ersatz für den Stammtriebwagen der Normalspur, um auf Dampfersatzverkehr zu verzichten. Eine Anmietung oder Kauf eines Gebrauchtfahrzeuges sollte nicht erfolgen. Um gleichzeitig die Kosten für die Beschaffung eines Neubaufahrzeuges zu minimieren, entschloss sich die Gesellschaft, einen gebrauchten Eilzugwagen zum Triebwagen umzubauen.
Als Spenderfahrzeug wurde der Wagen 73478 C4i, ein bei der Deutschen Bundesbahn verbliebenen Eilzugwagen, der 1936 von den Linke-Hoffmann-Werken für die Bahnstrecke Heidenau–Kurort Altenberg gefertigt wurde, ausgewählt. Dieser Wagen war bei der DB als Splittergattung nach dem Zweiten Weltkrieg verblieben und bot sich durch seine Bauart für den Umbau durch das große Gepäckabteil und den Mitteleinstieg an.
Über den Zeitraum von zwei Jahren wurde das Fahrzeug von den MKB umgebaut. Nach der Erprobung kam dem Wagen erstmals bei der Eröffnung des letzten Abschnittes der normalspurigen Mindener Kreisbahnen zum Einsatz. Die Leistungsanforderungen an das Fahrzeug waren: Höchstgeschwindigkeit 60 km/h, beim Befahren von Steigungen von 25 ‰ sollten zwei Beiwagen gezogen werden können, um die Dampflokomotiven während der Spitzenverkehrszeit abzulösen. Diese Anforderungen wurden erfüllt und stellenweise überboten. In der genannten Steigung konnte der Triebwagen drei Beiwagen mit insgesamt 38,2 Tonnen befördern und mit dieser Last in Kurven anfahren.
Das Fahrzeug hatte sich im alltäglichen Betrieb gut bewährt und wurde bis zur Einstellung des Personenverkehrs eingesetzt. 1975 wurde es an die Museumsbahn Veluwsche Stoomtrein Maatschappij in den Niederlanden weitergegeben. Dort verkehrte der Wagen noch einige Jahre. Nach einem Getriebeschaden wurde der Wagen abgestellt und Anfang 1980 verschrottet.

## Konstruktive Merkmale
Der Altenberger wurde von der Werkstatt der Mindener Kreisbahnen zu einem Triebwagen umgebaut. Die Gesamtlänge des Spenderwagens betrug 17.830 mm, die sich nach dem Umbau durch den Anbau eines halbkreisförmigen Führerstandes, der senkrecht leicht geneigt war, auf 18.930 mm vergrößerte. Auffällig waren die Gestaltung des Dachscheinwerfers und die gebogenen Stirnfenster. Beim Umbau wurde das Untergestell verlängert, denn bei gleichbleibenden Puffermaßen verlängerte sich die Länge über Puffer um 100 Millimeter. Ansonsten wurde der Grundriss mit der Form des Wagens mit dem mittleren Einstieg und dem Einstieg am Gepäckraum mit doppelten Schiebetüren sowie der Einstieg am anderen Wagenende mit einfachen Schiebetüren beibehalten. Am kurzen Einstieg war ein Führerstand, der andere befand sich im Gepäckraum. Dorthin wurde die ursprünglich in einem Fahrgastraum befindliche Toilette verlegt, wodurch sich die Sitzplatzanzahl vergrößerte. Alle anderen wagenbaulichen Teile wie Drehgestelle wurden weiter verwendet.
Zur Motorisierung wurde eine ausgereifte zweifache dieselmechanische Antriebsanlage verwendet, zum ersten Mal wurde jedoch der luftgekühlte Dieselmotor KHD A8L614 mit einer Leistung von 145 PS eingebaut. Auf Grund der vielen bergigen Strecken bei den Mindener Kreisbahnen wurden beide Achsen des Drehgestelles angetrieben. Bei den MKB hatte der Triebwagen eine dunkelrot/cremefarbene Lackierung erhalten, bei den VSM wurde er grün/gelb lackiert.